# Království Altava
Altava bylo berberské křesťanské království na území dnešního severu Alžírska, které existovalo od roku 578 do dobytí muslimy v roce 708. Bylo přímým nástupcem Království Maurů a Římanů, státního útvaru, který vznikl po zániku Západořímské říše.

## Dějiny

### Pozadí
Po rozkladu moci Římské říše v 5. století vzniklo na jejích bývalých území v provincii Mauretania Caesariensis v dnešním Alžírsku Maursko-římské království, kde vládli berberští vládci, ale kultura i systém správy byl ovlivněn římskou kulturou. Po dobytí Kartága Vandaly se Berbeři zcela osamostatnili a vzniklo Regnum Maurorum et Romanorum (Království Maurů a Římanů), které často válčilo s Vandalským královstvím. Při dobytí Vandalského království Byzantskou říší bojovalo v čele s králem Masunou na straně Byzantské říše. Během neúspěšného tažení berberského krále Garmuly proti byzantskému Africkému exarchátu se království rozpadlo.

### Království Altava
Po rozpadu Království Maurů a Římanů v roce 578 vzniklo několik nových království, jako Altava, Ouarsenis a Hodna. V tomto období v království převládlo křesťanství, které se smísilo s prvky tradičního berberského náboženství.
Posledním zaznamenaným králem byl Kusaila, jehož jméno v berberštině znamená levhart. Kusaila byl křesťan. Na trůn nastoupil roku 680. Kromě královského titulu v Altavě byl také náčelníkem kmene Awraba a možná také hlavou konfederace Sanhadža.
Kusaila vedl obranu království před muslimy v době islámského dobyvání Maghrebu. V bitvě u Vescery ve východním Alžírsku v roce 683 Kusaila porazil Araby. V bitvě padl arabský generál Uqba ibn Nafi. Muslimové se museli stáhnout do Kajruvánu. V roce 688 do Altavy vpadl chalífa Abdulmalik ibn Marván. V roce 690 došlo k rozhodující bitvě u Mammy nedaleko město Timgad. Berberům přišlo na pomoc vojsko Byzantské říše. Arabové zvítězili a Kusaila padl v bitvě.
Po smrti Kusaily některé berberské kmeny pokračovaly v odporu proti muslimům. Poslední křesťanský berberský odpor v Altavě skončil roku 703, kdy v bitvě padla královna Kahina. Berbeři byli donuceni konvertovat k islámu a jako muslimové se účastnili tažení Tárika ibn Zijáda do Hispánie, kdy muslimové dobyli Pyrenejský poloostrov.